# Apogon czarnopłetwy
Apogon czarnopłetwy (Apogonichthyoides nigripinnis) – gatunek ryby z rodziny apogonowatych (Apogonidae).

## Występowanie
Występuje w Oceanie Indyjskim od Morza Czerwonego na północy po zatokę Maputo w Mozambiku na południu. Na wschodzie spotykany w Morzu Arafura. Przez Kanał Sueski przedostał się do Morza Śródziemnego.
Żyje na rafach koralowych w pobliżu brzegu oraz na rafach śródmorskich na głębokości 1–50 m. Spotykany również wśród wodorostów.

## Cechy morfologiczne
Dorasta do 10 cm długości. 24–27 łusek wzdłuż linii bocznej. Na pierwszym łuku skrzelowym 16–18 wyrostków filtracyjnych (13–14 na górnej stronie i 3–4 na dolnej). Płetwa grzbietowa dwudzielna, pierwsza z 8 kolcami, druga z 8–9 miękkimi promieniami. W płetwie odbytowej 2 kolce i 7–8 miękkich promieni. W płetwach piersiowych po 15–16 promieni, w płetwach brzusznych 1 kolec i 5 miękkich promieni.
Na bokach trzy ciemne poprzeczne pręgi, dwie na wysokości płetw grzbietowych i trzecia u nasady płetwy ogonowej, czasem występuje czwarta pręga między drugą płetwą grzbietową a nasadą płetwy ogonowej. Na wysokości płetw piersiowych ciemna, okrągła plama. Płetwy piersiowe przezroczyste, płetwy brzuszne czarne, pozostałe płetwy ciemne.

## Odżywianie
Aktywny nocą. Żywi się zooplanktonem.

## Rozród
W czasie tarła poszczególne osobniki dobierają się w pary. Samce opiekują się ikrą, nosząc jajeczka w pysku.

## Znaczenie
Hodowany w akwariach.